# Trichaeta
Trichaeta este un gen de insecte lepidoptere din familia Arctiidae.

## Specii[1]
- Trichaeta albifrontalis
- Trichaeta albiplaga
- Trichaeta albosignata
- Trichaeta apicalis
- Trichaeta basifera
- Trichaeta bhutanica
- Trichaeta biplagata
- Trichaeta biplagiata
- Trichaeta bivittata
- Trichaeta boguimil
- Trichaeta borealis
- Trichaeta burttii
- Trichaeta caffraria
- Trichaeta chloroleuca
- Trichaeta democedes
- Trichaeta detracta
- Trichaeta diplaga
- Trichaeta divisura
- Trichaeta dohertyi
- Trichaeta elongimacula
- Trichaeta flaviplaga
- Trichaeta fulvescens
- Trichaeta hosei
- Trichaeta kannegieteri
- Trichaeta malaccana
- Trichaeta molanna
- Trichaeta monoleuca
- Trichaeta orientalis
- Trichaeta parva
- Trichaeta proleuca
- Trichaeta pterophorina
- Trichaeta quadriplagata
- Trichaeta schultzei
- Trichaeta separabilis
- Trichaeta teneiformis
- Trichaeta thyretiformis
- Trichaeta trizonata
- Trichaeta vigorsi